# Roscigno
Roscigno est une commune de la province de Salerne, dans la région Campanie, en Italie.

## Administration
| Période                                  | Période  | Identité       | Étiquette | Qualité |
| ---------------------------------------- | -------- | -------------- | --------- | ------- |
| 28 mai 2002                              | En cours | Armando Mazzei | Centro    |         |
| Les données manquantes sont à compléter. |          |                |           |         |

### Hameaux
Roscigno Vecchia, Roscigno Nuovo.

### Communes limitrophes
Bellosguardo, Corleto Monforte, Laurino, Sacco, Sant'Angelo a Fasanella.